# Аеродром Ница
Аеродром Азурна Обала Ница (фр. Aéroport Nice Côte d'Azur) је међународни аеродром француског града Нице, смештен 6 km западно од града. Због свог положаја, то је и главна ваздушна лука за Азурну обалу, укључујући и Кан и Монако.
Аеродром у Ници је трећи по промету у Француској − 2018. године кроз њега је прошло близу 14 милиона путника. По овоме је дати аеродром одмах после два главна париска аеродрома.
На аеродрому је авио-чвориште за још неколико авио-компанија: „Ер Франс”, „Изиџет”, и „ХОП!”.
Поред две полетно-слетне стазе, аеродром има и два пристана за хеликоптере.